# Lukas Nilsson
Lukas Eric Oliver Nilsson, más conocido como Lukas Nilsson (Ystad, 16 de noviembre de 1996) es un jugador de balonmano sueco que juega de lateral izquierdo en el Aalborg Håndbold. Es internacional con la selección de balonmano de Suecia.
Su primer campeonato con la selección fue el Campeonato Europeo de Balonmano Masculino de 2016.

## Palmarés

### Selección nacional
| Campeonato Europeo | Campeonato Europeo | Campeonato Europeo | Campeonato Europeo |
| Año                | Lugar              | Medalla            |                    |
| ------------------ | ------------------ | ------------------ | ------------------ |
| 2018               | Croacia            | Medalla de plata   |                    |

### Kiel
- Copa de Alemania de balonmano (2): 2017, 2019
- Copa EHF (1): 2019
- Liga de Alemania de balonmano (1): 2020

### Rhein-Neckar Löwen
- Copa de Alemania de balonmano (1): 2023

### Aalborg
- Liga danesa de balonmano (1): 2024

## Clubes
- Ystads IF (2013-2016)
- THW Kiel (2016-2020)[5]
- Rhein-Neckar Löwen (2020-2023)
- Aalborg Håndbold (2023- )